# Lena Headey
Lena Kathren Headey  (Hamilton, 3 de outubro de 1973) é uma atriz britânica, conhecida principalmente por interpretar a personagem Cersei Lannister na série de televisão "Game of Thrones" da HBO.

## Biografia
Lena Headey nasceu na cidade de Hamilton, nas Bermudas, filha de Sue e John Headey. Seu pai, um agente da polícia britânica, havia sido enviado para lá para treinar policiais. Ela tem um irmão mais novo, Tim. A família mudou-se para Somerset quando Lena tinha cinco anos de idade, e voltou a morar em Shelley, West Yorkshire, quando Lena tinha onze anos. Quando criança, frequentou aulas de ballet por um tempo. Em 1990, aos 17 anos, ela se mudou para a cidade de Londres. Headey nunca tinha feito aula de teatro antes de se tornar atriz.
Aos 17 anos, teve sua primeira experiência como atriz e, enquanto desempenhava em uma produção escolar no Royal National Theatre, chamou a atenção de um agente, que lhe pediu uma foto e a convidou para fazer uma audição.
Ela tem um talento natural afinado e já teve aulas de arco e montaria. Ela também teve aulas de boxe em clubes no sul de Londres.

## Carreira

### Anos 1990: estreia e primeiros papéis
Headey estreou no cinema no filme Terra D'Água em 1992, ao lado de Jeremy Irons, no qual ela interpreta a personagem "Mary" quando jovem. Atuou também em Vestígios do Dia, dirigido por James Ivory, juntamente com Anthony Hopkins e Emma Thompson.
Em 1994, fez o papel de Katherine no filme da Walt Disney Pictures, The Jungle Book (O Livro da Selva), ao lado de Sam Neill. O filme arrecadou mais de $43 milhões de dólares nos Estados Unidos e a atriz recebeu boas críticas por seu papel, com críticos dizendo que foi uma "performance sólida".
Depois de vários papéis em filmes, Headey estrelou ao lado de Vanessa Redgrave na comédia romântica A Última Festa, de 1997. A atriz teve um papel coadjuvante no filme de 1999 Paixão Proibida, com Ralph Fiennes e Liv Tyler.

### Anos 2000: ascensão ao estrelato

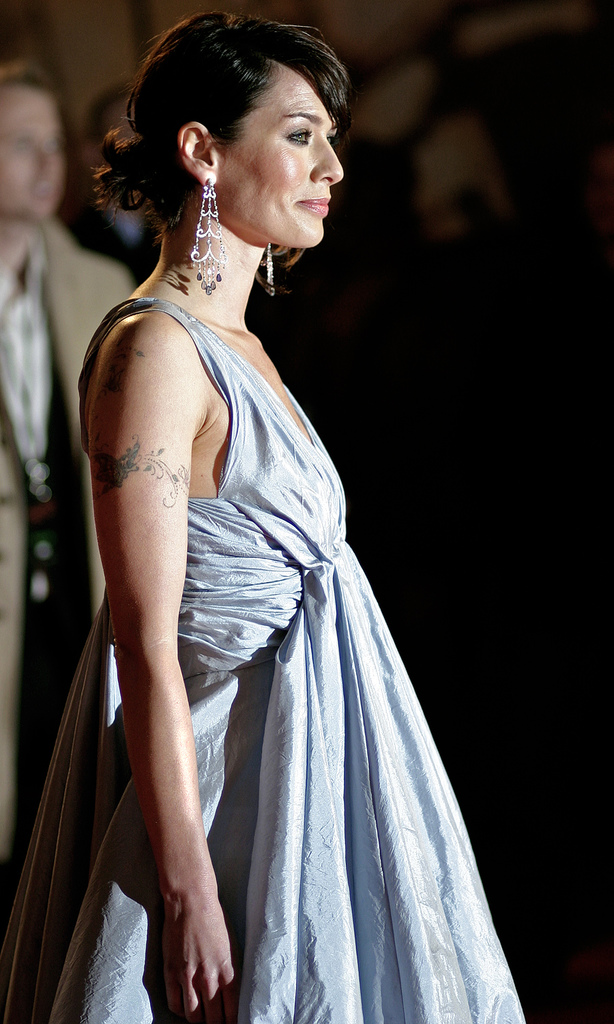
Headey na première de 300; 2007

Nos primeiros anos da década de 2000, Headey atuou em filmes como Intrigas, Aberdeen, Um Agente em Apuros, Possessão e Ripley's Game.
Sua fama cresceu muito quando ela co-estrelou com Matt Damon e Heath Ledger em Os Irmãos Grimm (2005), filme que arrecadou mais de $105 milhões de dólares nas bilheterias mundiais. A partir de 2007, Headey ganhou fama mundial ao interpretar Gorgo, a rainha de Esparta, no filme 300, dirigido por Zack Snyder e baseado no romance gráfico de Frank Miller. O filme teve boas críticas e arrecadou mais de $456 milhões de dólares mundialmente.
Ainda durante esta década, apareceu em filmes como The Cave, Imagine Eu e Você, em que interpreta uma personagem lésbica, O Agente (2007) e O Barão Vermelho (2008), ao lado de Joseph Fiennes. Participou, também, de filmes de terror, como The Brøken (2008) e Laid to Rest. A interpretação de Headey em Imagine Eu e Você foi elogiada pelos críticos, que disseram que a atriz "tem um encanto franco e irresistível, e um rosto... especialmente um sorriso que sugere inteligência, integridade e muita diversão".
Além de seu trabalho cinematográfico, Headey estrelou na série de televisão da Fox, Terminator: The Sarah Connor Chronicles, interpretando Sarah Connor, mãe do herói John Connor (Thomas Dekker). A atuação de Headey na série foi aclamada, com críticos dizendo que "sua atuação é enérgica - conseguindo ser esperta, engenhosa e forte e, ao mesmo tempo, melancólica e vulnerável".
Durante o intervalo de Terminator, a atriz trabalhou em seu próprio projeto, que ela descreve como "um conjunto peculiar de comédia". Headey escreveu e dirigiu um curta-metragem para promover o projeto, que inclui Piper Perabo e John Cleese. Ela espera agora dirigir e produzir a continuação da versão.

### Anos 2010:Game of Thrones
Desde 2011, Headey interpreta a rainha Cersei Lannister na série da HBO, Game of Thrones, baseada nos livros da série "A Song of Ice and Fire", de George R. R. Martin. Sua interpretação vem recebendo aclamação por parte dos críticos. Foi indicada em 2014 e 2015 ao Emmy Award na categoria Melhor atriz coadjuvante em série dramática.
A atriz interpreta Jocelyn Fray no filme Os Instrumentos Mortais: Cidade dos Ossos, de 2013, ao lado de Lily Collins. Em 2014, reprisou seu papel como Gorgo, a rainha de Esparta, no filme 300: A Ascensão do Império, sequência do filme 300, de 2007. O filme arrecadou mais de $337 milhões de dólares mundialmente.
Ela também atuou na série de tv White Collar, no episódio "Taking Account", de 2012. Nesse mesmo ano, Headey atuou no filme de ficção científica Dredd, ao lado de Karl Urban. Sua personagem é a vilã Ma-Ma e o filme é uma adaptação do personagem "Judge Dredd", da revista em quadrinhos 2000 AD.
Headey co-estrelou com Ethan Hawke no filme Uma Noite de Crime (2013), que estreou em primeiro lugar nas bilheterias dos Estados Unidos, arrecadando mais de $36 milhões no final de semana de estreia. A atriz também atuou no filme biográfico de 2014 Low Down, que detalha a vida do pianista de Jazz Joe Albany, ao lado de Glenn Close e Elle Fanning.

## Vida pessoal
Headey tem várias tatuagens, incluindo uma sobre o seu braço direito dizendo Jason em tailandês, para o ator Jason Flemyng. O casal se conheceu em 1994 durante as filmagens de O Livro da Selva e namoraram até 2001. As tatuagens são diversas, tem borboletas, estrelas, uma grande flor de lótus na parte superior das costas e uma tribal na parte inferior das costas, todas as tatuagens foram ocultadas durante o filme 300. Ela é vegetariana e também se mantém fiel a ioga, que descobriu durante um trabalho na Índia. Ela nunca voltou a sua cidade natal em Bermudas, e partilha o seu tempo entre suas residências em Londres na Inglaterra e Laurel Canyon na Califórnia. Tem dois cães: Wizard e Angela Lansbury e desde 19 de maio de 2007 foi casada com o músico Peter Paul Loughran, com que tem um filho
Lena já foi comprometida com o ator Johnny Cicco. Em 2007 foi a 64.ª colocada na lista da revista Maxim que elege as cem mulheres mais sexy do mundo. Ela não gosta de armas de fogo e é muito amiga da atriz Piper Perabo.

## Filmografia

### Cinema
| Ano  | Título Original                 | Título em português                        | Papel                              |
| ---- | ------------------------------- | ------------------------------------------ | ---------------------------------- |
| 1992 | Waterland                       | br: Terra D'Água                           | Mary (nova)                        |
| 1993 | Clothes in the Wardrobe         | br: Destino Traído                         | Margaret                           |
| 1993 | The Remains of the Day          | br: Vestígios do Dia pt:Os Despojos do Dia | Lizzie                             |
| 1993 | Century                         | Century                                    | Miriam                             |
| 1994 | Fair Game                       | br: Atração Explosiva                      | Ellie                              |
| 1994 | MacGyver: Trail to Doomsday     | MacGyver: Trail to Doomsday                | Elise Moran                        |
| 1994 | The Jungle Book                 | O Livro da Selva                           | Katherine 'Kitty' Brydon           |
| 1995 | Devil's Advocate                | br/pt: O Advogado do Diabo                 | Clare Rigby                        |
| 1995 | Loved Up                        | Loved Up                                   | Sarah (para TV)                    |
| 1995 | The Grotesque                   | Grotesque - Mistério e Assassinato         | Cleo Coal                          |
| 1997 | Face                            | Criminosos Por Acaso                       | Connie                             |
| 1997 | Mrs. Dalloway                   | A Última Festa                             | Sally (nova)                       |
| 1998 | Merlin                          | Merlin                                     | Guinevere (para TV)                |
| 1998 | The Man with Rain in His Shoes  | The Man with Rain in His Shoes             | Sylvia Weld                        |
| 1999 | Onegin                          | Paixão Proibida                            | Olga                               |
| 2000 | Ropewalk                        | Ropewalk                                   | Allison                            |
| 2000 | Gossip                          | Intrigas                                   | Cathy Jones                        |
| 2000 | Aberdeen                        | Aberdeen                                   | Kaisa                              |
| 2001 | Round About Five                | Round About Five                           | Namorada                           |
| 2001 | Anazapta                        | Anazapta                                   | Lady Matilda Mellerby              |
| 2001 | The Parole Officer              | Um Agente em Apuros                        | Emma                               |
| 2002 | The Gathering Storm             | The Gathering Storm                        | Ava Wigram (para TV)               |
| 2002 | Possession                      | Possessão                                  | Blanche Glover                     |
| 2002 | Ripley's Game                   | O Retorno do Talentoso Ripley              | Sarah Trevanny                     |
| 2003 | The Actors                      | Os Atores                                  | Dolores                            |
| 2003 | No Verbal Response              | No Verbal Response                         | Dra. Megan Pillay                  |
| 2004 | The Long Firm                   | The Long Firm                              | Ruby Ryder (para TV)               |
| 2005 | The Cave                        |                                            | Dra. Kathryn Jennings              |
| 2005 | The Brothers Grimm              | br/pt. Os Irmãos Grimm                     | Angelika                           |
| 2005 | Imagine Me & You                | br: Imagine Eu & Você pt: Imagina Só...    | Luce                               |
| 2006 | Ultra                           | Ultra                                      | Penny/Ultra (para TV)              |
| 2006 | Vacancy                         | Temos Vagas                                | Pam Bishop                         |
| 2006 | 300                             | br/pt: 300                                 | Rainha Gorgo                       |
| 2007 | The Contractor                  | O Agente                                   | Annette Ballard                    |
| 2007 | St. Trinian's                   | St. Trinian's                              | Sra. Dickinson                     |
| 2008 | The Brøken                      | The Brøken                                 | Gina McVey                         |
| 2008 | Der Rote Baron                  | br/pt: O Barão Vermelho                    | Käte Otersdorf                     |
| 2008 | Whore                           | Whore                                      | Mãe                                |
| 2009 | The Devil's Wedding             | The Devil's Wedding                        | Noiva do mal                       |
| 2009 | Laid to Rest                    | Laid to Rest                               | Cindy                              |
| 2009 | Tell-Tale                       | Tell-Tale                                  | Elizabeth Clemson                  |
| 2009 | Risen                           | Risen                                      | Patty/Cathy/Jasmin/Lily (VG - voz) |
| 2012 | Dredd                           | Dredd                                      | Ma-Ma (Madelaine Madrigal)         |
| 2013 | City of Bones                   | Os Instrumentos Mortais: Cidade dos Ossos  | Jocelyn Fairchild                  |
| 2013 | The Purge                       | Uma Noite de Crime                         | Mary Sandin                        |
| 2014 | 300: Rise of an Empire          | 300: Ascensão de um Império                | Rainha Gorgo                       |
| 2016 | Pride and Prejudice and Zombies | Orgulho e Preconceito e Zumbis             | Lady Catherine de Bourgh           |
| 2019 | Fighting with My Family         | Lutando Pela Família                       | Julia Bevis                        |

### Televisão
| Ano           | Título                                    | Papel                       | Episódios    |
| ------------- | ----------------------------------------- | --------------------------- | ------------ |
| 1993          | Spender                                   |                             | 2 episódios  |
| 1993          | Soldier Soldier                           | Shenna Bowles               | 3 episódios  |
| 1996          | Ballykissangel                            | Jenny Clark                 | 1 episódio   |
| 1996 / 1997   | Band of Gold                              | Colette                     | 8 episódios  |
| 1997          | Kavanagh QC                               | Natasha Jackson             | 1 episódio   |
| 1997          | The Hunger                                | Steph Reynolds              | 1 episódio   |
| 2008 / 2009   | Terminator: The Sarah Connor Chronicles   | Sarah Connor                | 31 episódios |
| 2009          | The Super Hero Squad Show                 | Mística / Viúva Negra (voz) | 1 episódio   |
| 2011          | White Collar                              | vulture                     | 1 episódio   |
| 2011 - 2019   | Game of Thrones                           | Cersei Lannister            | 61 episódios |
| 2014-17       | Titio Avô                                 | Titia Avó                   | 4 episódios  |
| 2017-18       | Caçadores de Trolls: Contos de Arcadia    | Morgana / The Pale Lady     | 13 episódios |
| 2018-presente | Rise of the Teenage Mutant Ninja Turtles  | Big Mama (voz)              | 7 episódios  |
| 2019          | O Cristal Encantado: A Era da Resistência | Maudra Fara                 |              |

## Prêmios e Indicações
| Ano  | Resultado | Premiação                             | Indicação                                                             | Título                                  |
| ---- | --------- | ------------------------------------- | --------------------------------------------------------------------- | --------------------------------------- |
| 2001 | Venceu    | Festival de Filme Europeu de Bruxelas | Melhor Atriz                                                          | Aberdeen                                |
| 2003 | Indicada  | Chlotrudis Awards                     | Melhor Atriz                                                          | Aberdeen                                |
| 2007 | Indicada  | Teen Choice Award                     | Escolha de Atriz de Cinema: Ação / Aventura                           | 300                                     |
| 2007 | Indicada  | MTV Movie Award                       | Importante Descoberta                                                 | 300                                     |
| 2008 | Indicada  | Saturn Award                          | Melhor Atriz Coadjuvante                                              | 300                                     |
| 2008 | Indicada  | Saturn Award                          | Melhor Atriz de TV                                                    | Terminator: The Sarah Connor Chronicles |
| 2009 | Indicada  | Saturn Award                          | Melhor Atriz de TV                                                    | Terminator: The Sarah Connor Chronicles |
| 2011 | Indicada  | Saturn Award                          | Melhor Atriz de TV                                                    | Game of Thrones                         |
| 2014 | Indicada  | Emmy Awards                           | Melhor Atriz Coadjuvante em Série Dramática                           | Game of Thrones                         |
| 2015 | Indicada  | Emmy Awards                           | Melhor Atriz Coadjuvante em Série Dramática                           | Game of Thrones                         |
| 2016 | Indicada  | Emmy Awards                           | Melhor Atriz Coadjuvante em Série Dramática                           | Game of Thrones                         |
| 2017 | Indicada  | Golden Globes                         | Melhor Atriz Coadjuvante em Série, Minissérie ou Filme para Televisão | Game of Thrones                         |
| 2017 | Indicada  | Satellite Awards                      | Melhor Atriz Coadjuvante em Série, Minissérie ou Filme para Televisão | Game of Thrones                         |
| 2019 | ?         | Emmy Awards                           | Melhor Atriz Coadjuvante em Série Dramática                           | Game of Thrones                         |